# D15B (Eure)
De D15B is een departementale weg in het Noord-Franse departement Eure. De weg bestaat uit twee delen. Het eerste deel loopt van de grens met Oise door de stad Gisors naar de grens met Oise. Het tweede deel loopt van de grens met Oise via Bouchevilliers naar de grens met Seine-Maritime. Beide delen worden met elkaar verbonden door de D915 via Sérifontaine. In Oise loopt de weg als D915 verder naar Pontoise en Parijs. In Seine-Maritime loopt de weg verder als D915 naar Dieppe.

## Geschiedenis
Oorspronkelijk was de D15B onderdeel van de N15. In 1973 werd de weg overgedragen aan het departement Eure, omdat de weg geen belang meer had voor het doorgaande verkeer. De weg is toen omgenummerd tot D15B.